# Dolná Ždaňa
Dolná Ždaňa es un municipio del distrito de Žiar nad Hronom en la región de Banská Bystrica, Eslovaquia, con una población estimada a final del año 2024 de 878 habitantes.
Se encuentra ubicado al noroeste de la región, en el valle del río Hron —un afluente izquierdo del Danubio— y cerca de la frontera con las regiones de Nitra y Trenčín.

## Demografía
| Año        | 1994 | 2004     | 2014     | 2024    |
| ---------- | ---- | -------- | -------- | ------- |
| Población  | 597  | 678      | 888      | 878     |
| Diferencia |      | +13,56 % | +30,97 % | −1,12 % |

| Año        | 2023 | 2024    |
| ---------- | ---- | ------- |
| Población  | 883  | 878     |
| Diferencia |      | −0,56 % |